# 菅茶山 (小惑星)
菅茶山（かんさざん、6846 Kansazan）は小惑星帯に位置する小惑星。香西洋樹と古川麒一郎が東京天文台木曽観測所で発見した。
名前は、江戸時代後期の儒学者・漢詩人、菅茶山の名に因んで命名された。